# Primus Classic 2019
La Primus Classic 2019, nona edizione della corsa, valevole come evento dell'UCI Europe Tour 2019 categoria 1.HC, si svolse il 21 settembre 2019 su un percorso di 197 km, con partenza da Brakel e arrivo a Haacht, in Belgio. La vittoria fu appannaggio del belga Edward Theuns, il quale completò il percorso in 4h36'42" alla media di 42,718 km/h, precedendo il tedesco Pascal Ackermann e il connazionale Jasper De Buyst.
Al traguardo di Haacht 117 ciclisti, dei 150 partiti da Brakel, hanno portato a termine la competizione.

## Squadre e corridori partecipanti
| N.      | Cod. | Squadra                   |
| ------- | ---- | ------------------------- |
| 1-7     | BOH  | Bora-Hansgrohe            |
| 11-17   | CPT  | CCC Team                  |
| 21-27   | DQT  | Deceuninck-Quick-Step     |
| 31-37   | LTS  | Lotto Soudal              |
| 41-47   | TDD  | Team Dimension Data       |
| 51-57   | TJV  | Team Jumbo-Visma          |
| 61-67   | TKA  | Team Katusha Alpecin      |
| 71-77   | SUN  | Team Sunweb               |
| 81-87   | TFS  | Trek-Segafredo            |
| 91-97   | COC  | Corendon-Circus           |
| 101-107 | WGG  | Wanty-Gobert Cycling Team |

| N.      | Cod. | Squadra                    |
| ------- | ---- | -------------------------- |
| 111-117 | ICA  | Israel Cycling Academy     |
| 121-127 | ROC  | Roompot-Charles            |
| 131-137 | SVB  | Sport Vlaanderen-Baloise   |
| 141-147 | PCB  | Team Arkéa-Samsic          |
| 151-157 | TDE  | Total Direct Énergie       |
| 161-167 | WVA  | Wallonie Bruxelles         |
| 171-177 | COF  | Cofidis, Solutions Crédits |
| 181-187 | JFN  | Joker Fuel of Norway       |
| 191-197 | DMP  | Delko Marseille Provence   |
| 201-207 | TIS  | Tarteletto-Isorex          |
| 211-217 | TCO  | Team Coop                  |

## Ordine d'arrivo (Top 10)
| Pos. | Corridore         | Squadra   | Tempo    |
| ---- | ----------------- | --------- | -------- |
| 1    | Edward Theuns     | Trek      | 4h36'42" |
| 2    | Pascal Ackermann  | Bora      | s.t.     |
| 3    | Jasper De Buyst   | Lotto     | s.t.     |
| 4    | Dylan Groenewegen | Jumbo     | s.t.     |
| 5    | Timothy Dupont    | Wanty     | s.t.     |
| 6    | Jakub Mareczko    | CCC       | s.t.     |
| 7    | Greg Van Avermaet | CCC       | s.t.     |
| 8    | Giacomo Nizzolo   | Dimension | s.t.     |
| 9    | Mike Teunissen    | Jumbo     | s.t.     |
| 10   | Cyril Lemoine     | Cofidis   | s.t.     |